# Smilax bernhardii
Smilax bernhardii là một loài thực vật có hoa trong họ Smilacaceae. Loài này được Apt miêu tả khoa học đầu tiên năm 1922.